# 新貝康司
新貝 康司（しんがい やすし、1956年1月11日 - ）は、日本の実業家。元日本たばこ産業株式会社代表取締役副社長、副CEO。第一生命ホールディングス、西日本電信電話株式会社の社外取締役、VCキャピタルファンドANRI、株式会社リボルナバイオサイエンスの顧問などを務める。その他、リクルートホールディングスの社外取締役（2014 - 2018年）、アサヒグループホールディングスの社外取締役（2018-2022年）、三菱UFJフィナンシャルグループの社外取締役（2018-2023年）、オリンパス株式会社の社外取締役（2022-2024年）、またエクサウィザーズやオープンエイトをはじめとしたスタートアップの社外取締役を歴任。 

## 来歴
大阪府出身。大阪府立北野高等学校を経て、1978年京都大学工学部電子工学科卒業、1980年京都大学大学院工学研究科電子工学専攻修士課程修了。
1980年4月　日本専売公社（現・日本たばこ産業株式会社、JT）入社。
複数のたばこの工場現場を経験し、製造部門でのキャリアを1987 年まで積んだ後、経営企画部で企業買収案件や多角化事業におけるクロスボーダーでの提携案件に従事。1989年　ニューヨーク事務所長代理、1990年　JT America Inc.社長に就任。以後6年にわたり、抗HIV薬Viraceptの開発等、米国製薬・バイオベンチャーとの数々の共同研究開発提携案件を発掘し、提携を推進。1991年から米国NASDAQ上場バイオベンチャー企業のCell Genesys, Inc.社外取締役を兼任(1997年退任)。
1996年　JT本社に戻り、経営企画部部長として企業変革プログラム、企業買収プロジェクト（鳥居薬品のリード、旧RJR Internationalへの参画）等、全社経営企画業務を担当。
2001年　財務企画部長、2004年　執行役員財務責任者（CFO）、2005年　取締役に就任。2006年　たばこ事業の世界本社であるJTインターナショナル（ジュネーブ）の副社長兼副CEOに就任。
当時日本企業における過去最大の海外企業買収である、2兆２千５百億円のギャラハー社買収と統合を指揮。2008年から2009年9月の間、ギャラハー社統合のためJTインターナショナルのCFOを兼務。
2011年　JT代表取締役副社長　2016年  副CEO。 2014年　株式会社リクルートホールディングス社外取締役に就任。
2018年　JT代表取締役退任。株式会社リクルートホールディングス社外取締役退任。
アサヒグループホールディングス株式会社、株式会社三菱UFJフィナンシャルグループ、株式会社エクサウィザーズ社外取締役に就任。
2019年　第一生命ホールディングス株式会社、株式会社オープンエイトの社外取締役に就任。 
2020年　株式会社リボルナバイオサイエンスの顧問に就任。 
2021年　西日本電信電話株式会社社外取締役に就任。
2022年　アサヒグループホールディングス株式会社社外取締役退任。オリンパス株式会社社外取締役に就任。
2023年　株式会社三菱UFJフィナンシャルグループ退任。
2024年　オリンパス株式会社社外取締役退任。
2025年　株式会社オープンエイト及び株式会社エクサウィザーズの社外取締役退任。

## 人物・エピソード

### JTでのキャリア初期
海外での勤務経験の長い新貝だが、実は英語には苦手意識があり、専売公社という組織の性格上、英語を使わなくても済みそうだと言うのがJTの入社動機だったと後に語っている。
キャリア初期の貴重なエピソードとして、28歳で経験した3つ目の東京工場ではじめて管理職に抜擢され、約90名の部下を持った当初の経験を挙げている。その際、通常なら工期1年、試運転数カ月ほどの工程を35日間ですべて完了の上、操業を再開させた経験を通じて、職場での大きな変化は、前例のない新しいことを始める絶好の機会となることを学んだと述べている。また、この経験を通じて所詮自分だけがいくら頑張っても、一人では何もできないこと、つまるところ、「成果は人を通じてしか出せない」という点に気付き、この考えがその後の仕事観の基本となったことを明かしている。
なお、昔から変わったアイディアを口に出し、時には実行にも移すことから、工場時代は一時「宇宙人」と呼ばれていた。

### 米国駐在～RJR International 買収・JT Plan-V
米国時代に米国製薬・バイオベンチャーとの数々の共同研究開発提携を推進した。2015年時点で有しているハードスキルは、全てその際独学で身につけたものだと新貝は語っている。また、これらの中で製品化に至ったものは一社との提携だけだが、ロイヤリティだけでも約10億ドルの利益を上げた。また、手掛けた提携で獲得した技術はその後JTに移転され、1993 年より本格的に研究開発を開始した医薬事業に大きく貢献したとされている。
1999年にJTが買収したRJR International社の買収については、既にその11年前である1988年にJTは買収検討しており、当時新貝もその検討チームの一員だったことを後に明かしている。
また、後にJTの社長になる小泉光臣と新貝は、共に部長時代、RJR Internationalの買収という大きな変化を契機に、会社利益が毎年最高益を更新し右肩上がりの時代にあえて会社の変革に取り組む。国内の市場縮小が不可避な中、企業体質をより筋肉質にして、国内基盤を盤石にしておきたいという考えのもと、大きな合理化を伴う中期経営計画JT PLAN-Vの検討プロジェクトを発足。このプロジェクト発足には多くの役員の反対があった。同プラン下で、国内たばこ製造工場の統廃合や希望退職者募集など、大規模なコスト構造改革を打ち上げるとともに、新カテゴリー商品の創出や主要ブランドの統合など、将来に希望が持てる成長戦略も掲げた。このJT PLAN-Vなくしてギャラハー買収はなかったと新貝は語っている。

### 英国ギャラハー買収へ
2006年12月にJTが発表した業界第五位のグローバルたばこ企業ギャラハー社の買収を、計画段階から買収交渉、統合に至るまでハンズオンで手掛けた。
海外大型M&A後の経営成功の秘訣として、適切なガバナンスを前提とした任せる経営を新貝は挙げている。適切なガバナンスには、会社の価値規範とルールによるガバナンスを挙げ、ルールによるガバナンスでは、責任権限規程の明確化、徹底した経営の見える化（意思決定の見える化、情報の見える化）の重要性を説いている。

### JT代表取締役副社長時代
JT代表取締役副社長時代の2016年時のインタビューでは、長い歴史を重ねている企業では、その時代を任されている経営者は会社を「預かり物」だと思って経営しており、預かった期間にきちんと責任を果たし、将来にさらに意味のあるようなことを自分が付加して、次世代にバトンタッチしていくものと話している。
また、同インタビューでは、経営の時間軸については、JTの場合、たばこ事業の足元だけを考えるときには10年くらい先を、会社全体を考えるときには30年くらい先を見ていたことを明かしている。その両輪で検討を進めてきた背景として、10年後を考えることは、ある分野に決めて投資をすることである一方、将来の事業展開を限定し、経営の選択肢を狭めることにつながる投資となることを指摘。他方、30年先を見るのは、今手掛けている事業のことだけではなく、次の世代を見据えて経営の選択肢を拡げるためであると説いている。また、長期的な中での会社のあり方を考えるためには、｢30年後の世界はどうなっているのだろうか｣、｢何百年のスパンで考えたときに将来人間はどうなっていくのだろうか｣等を問い、経済、哲学、サイエンス＆テクノロジーに加え、｢人の心の豊かさ｣なども考えて仕事しないといけないと述べている。

### その他
子供の頃、NHK放送児童合唱団に所属、数々のオペラに出演。中学時代には2,000名の応募があったオーディションを勝ち抜き、ミュージカル「サウンド・オブ・ミュージック」で7名の子役の一人として、梅田コマ劇場の舞台に立っている。その時の主演女優越路吹雪について、「大女優なのに、裏方さんにも、ものすごく親切。だからみんながこの人を助けようと思うんだなぁ。」と子供心に感銘を受けたと振り返っている。
高校三年生まで、本気でオペラ歌手になろうか迷っていたが、英語が苦手だったことからイタリア語・ドイツ語ではとても歌えないと、その道を諦めた。

## 著書
- 新貝 康司 (著)「JTのM&A」日本企業が世界企業に飛躍する教科書　日経BP社　ISBN 978-4-8222-5094-2 C2034　（2015年出版）
- 新貝 康司 (著), 小笠 原敦 (著), 東 信和 (著), 水谷 世希 (著), 中村 善貞 (著), 吉田 翔 (著), 梅村 政靖 (著)「善い目的」を事業構想へ 社会課題を事業で解決する課題ドリブン・イノベーション　生産性出版 ISBN 978-4820121329（2022年出版）